# Muntanya de Rocacorba
La Muntanya de Rocacorba és una serra situada al municipi de Canet d'Adri a la comarca del Gironès, amb una elevació màxima de 991 metres.